# Epidendrum frutex
Epidendrum frutex là một loài lan sống ở cao độ lớn trong chi Epidendrum, là loài bản địa của Colombia, Ecuador, Peru, và Venezuela.

## Miêu tả
E. frutex Rchb.f. (1855) có quan hệ gần gũi với E. frigidum Lind. (1855),